# Desiree Barboza
Desiree Barboza es una política venezolana, actualmente diputada suplente de la Asamblea Nacional por el estado Zulia.

## Carrera
Barboza ha sido coordinadora regional del partido Voluntad Popular en el estado Zulia. Fue electa como diputada suplente por la Asamblea Nacional por el estado para el periodo 2016-2021 en las elecciones parlamentarias de 2015, en representación de la Mesa de la Unidad Democrática (MUD). En 2019, fue incluida en una lista presentada por la diputada Delsa Solórzano de diputados, entre principales y suplentes, que han sido víctimas de «violaciones de sus derechos humanos, así como de amenazas, intimidación o suspensión ilegal de su mandato en el actual período legislativo». Después de la elección de la Comisión Delegada de la Asamblea Nacional de 2020 y de que diputados opositores recuperaran el control de la Asamblea el 7 de enero, cuatro diputados resultaron heridos, incluyendo a Barboza. Desiree fue postulada como precandidata de Voluntad Popular para alcaldesa del municipio Lagunillas para las elecciones municipales de 2021.
En 2022 fue reconocida con la Orden Ana María Campos por el Consejo Legislativo del estado Zulia con el motivo del Día Internacional de la Mujer.